# Catherine Gros
Pour les articles homonymes, voir Gros.
Pour les autres membres de la famille, voir Famille Servan-Schreiber.
Catherine Gros est née le 7 juin 1961 à Neuilly-sur-Seine. Elle est une romancière, sous le nom de plume Catherine Servan-Schreiber, et une communicante française.

## Biographie
Diplômée en journalisme, elle est la fille de la résistante et sénatrice Brigitte Gros et la petite fille d’Emile Servan-Schreiber.
En 2009, elle publie son premier roman, Louise et Juliette, qui est inspiré de la saga de sa famille, les Servan-Schreiber, lors de la Seconde Guerre mondiale.
Elle est directrice de la presse de Vivendi Universal, puis devient consultante pour l’agence de communication Image7 pendant sept ans.
De 2010 à 2014, elle est la directrice de la communication d’EDF et reçoit à ce titre en 2012 le « Prix de la meilleure dircom des entreprises et institutions publiques », décerné par l'étude VcomV, dont les lauréats sont élus par 170 journalistes.
Depuis avril 2015, elle est vice-présidente de Publicis Consultants.

## Œuvres
- Louise et Juliette, LATTES, 2009  (ISBN 2709629321)